# Stictotarsus minax
Stictotarsus minax är en skalbaggsart som först beskrevs av Elwood C. Zimmerman 1982.  Stictotarsus minax ingår i släktet Stictotarsus och familjen dykare. Inga underarter finns listade i Catalogue of Life.